# John Nash (artysta)
John Northcote Nash (ur. 11 kwietnia 1893 w Londynie, zm. 23 września 1977 w Colchester) – brytyjski malarz. Młodszy brat artysty Paula Nasha.
Urodził się 11 kwietnia 1893 w Londynie. Podczas I wojny światowej walczył na froncie zachodnim. W 1918 stał się artystą wojennym, działającym na zlecenie rządu Wielkiej Brytanii. Do najważniejszych prac z tego okresu należy obraz Over The Top namalowany w 1918.

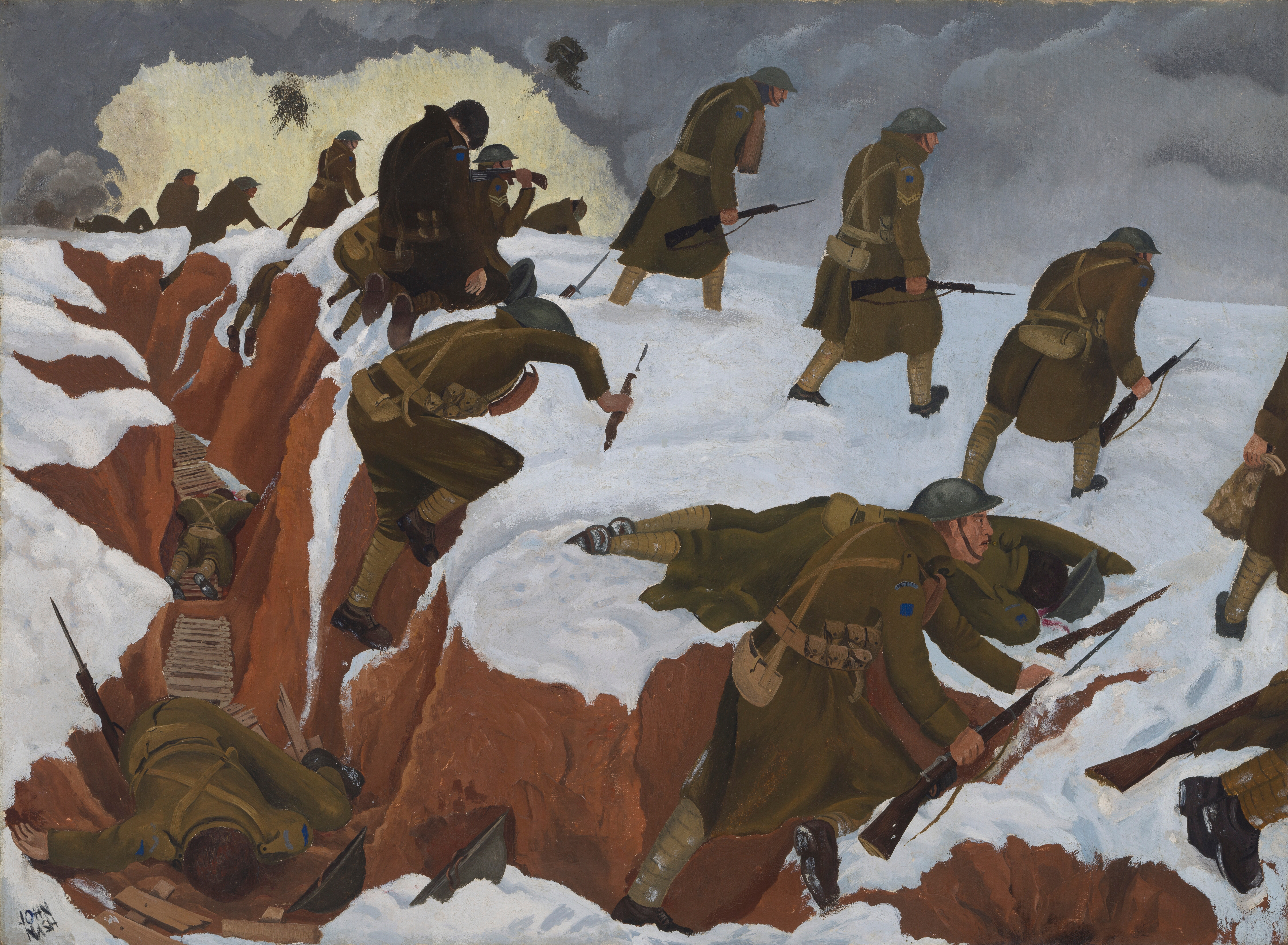
Over The Top (1918)

Na początku lat 20. zaczął uczyć w Ruskin School of Art na Uniwersytecie Oksfordzkim. Po wybuchu II wojny światowej ponownie został artystą wojennym, działającym na rzecz rządu brytyjskiego.
W 1967 jako pierwszy żyjący artysta miał retrospektywną wystawę w Królewskiej Akademii Sztuk Pięknych.
Zmarł 23 września 1977 w Colchester.